# Maserati Tipo 26 C
La Tipo 26 C è una autovettura biposto da competizione costruita dalla Maserati dal 1929 al 1930, conosciuta anche come 8C-1100 precorrendo le designazioni ufficiali delle successive serie 8C.
Debuttò nelle corse il 25 maggio 1930 al Reale Premio di Roma, pilotata da Alfieri Maserati e conquistando il successo di classe, mentre il successo assoluto nella stessa corsa fu appannaggio della Tipo 26 M guidata da Luigi Arcangeli. Nel 1931 il pilota Giuseppe Tuffanelli vinse invece la Mille Miglia nella sua classe.

## Il contesto
Per gareggiare con le autociclo francesi che dominavano le gare del tempo nelle categorie destinate alle piccole cilindrate, furono applicati degli accorgimenti tecnici sul motore della Tipo 26. Fu ridotta la cilindrata del monoblocco, che era in lega elektron, tramite camicie riportate in acciaio al nichel. Ora essa era di 1,1 l mantenendo la corsa dei cilindri inalterata.
Pur utilizzando anche un telaio alleggerito come quello della Tipo 26 R, essendo derivata da un modello più grande, la "26 C" pesava 150 kg in più della diretta concorrente Amilcar e 250 kg in più della Salmson.
La vettura nella configurazione destinata alle corse in circuito lamentava anche uno sterzo pesante ed un peso di 800 kg.
Anche della Tipo 26 C, come della Tipo 26 e della Tipo 26 B, venne prodotta una versione completa delle dotazioni necessarie per le corse su strada, ottenendo la Tipo 26 C MM che, dotata di un impianto elettrico Bosch, arrivava a pesare 880 kg.
Della Tipo 26 C furono costruiti un totale di 4 esemplari.

## Caratteristiche tecniche
L'accensione era singola con magnete Scintilla, l'alimentazione era composta da due compressori tipo Roots ed un carburatore tipo “Weber ASS” a monte degli stessi. La distribuzione era a due valvole per cilindro disposte a 90° con doppio albero a camme in testa.
Il motore era a otto cilindri in linea ed aveva una cilindrata di 1078,6 cm³. Il rapporto di compressione era di 5,5:1 mentre la potenza erogata era compresa tra i 90 ed i 110 CV a 5000-6000 giri al minuto. Le sospensioni erano a balestra con ammortizzatori a frizione.
La carrozzeria era biposto in alluminio; il telaio era formato da due longheroni con traverse in profilati d'acciaio.
I freni erano a tamburo sulle quattro ruote con comando meccanico. Lo sterzo era a vite senza fine. La coppia inadatta costrinse al ricorso ad un cambio a quattro rapporti più retromarcia. La velocità massima era compresa tra i 170 ed i 185 km/h.